# Paranaxia
Paranaxia is een geslacht van kreeftachtigen uit de klasse van de Malacostraca (hogere kreeftachtigen).

## Soort
- Paranaxia serpulifera (Guérin, 1832)